# Over the Top (Film)
Over the Top ist ein US-amerikanischer Actionfilm von Menahem Golan aus dem Jahr 1987 und wurde von Cannon Films produziert. Der Film handelt von einem Trucker, der versucht, seinen entfremdeten Sohn zurückzugewinnen und Weltmeister im Armdrücken wird. Der Titel des Films bezieht sich auf eine Technik dieses Sports, bei der man sich einen Vorteil gegenüber dem Gegner verschafft.

## Handlung
Lincoln Hawk ist ein einsamer LKW-Fahrer, der mit Wettbewerben im Armdrücken etwas Geld dazuverdient. Zwar hat er Frau und Sohn, ließ beide jedoch aufgrund von Problemen mit seinem reichen Schwiegervater früh allein. Sein zwölfjähriger Sohn Michael wird vom Großvater auf eine Kadettenanstalt geschickt.
Als seine Ex-Frau, Michaels Mutter, schwer erkrankt, bittet sie Lincoln, Zeit mit ihrem gemeinsamen Sohn zu verbringen, um ihn im Falle ihres Todes bei sich aufnehmen zu können. Als sie kurz darauf während einer Herz-OP stirbt, möchte ihr schwerreicher Vater mit allen Mitteln verhindern, dass sein Enkel bei Hawk, den er für einen ungehobelten Verlierer hält, aufwächst.
Weil Michael in der kurzen gemeinsamen Zeit mit seinem Vater viel Spaß hat und dieser es schafft, zu Michael durchzudringen, entscheidet sich Michael dazu, bei seinem Vater zu leben, obwohl er bei seinem Großvater ein sorgenfreies Leben hätte führen können. Diese Wendung ergibt sich vor allem dadurch, dass Mike herausfindet, dass sein Opa ihm all die Jahre nicht die Wahrheit über seinen Vater erzählt und auch den Kontakt zu diesem unterbunden hat. Michael reist nach Las Vegas, um seinen Vater bei der Weltmeisterschaft zu unterstützen. Nachdem Hawk die Weltmeisterschaft im Armdrücken in Las Vegas gewinnt, hat er auch die finanziellen Mittel, um für seinen Sohn zu sorgen. Er gewinnt neben dem Preisgeld von 100.000 USD einen nagelneuen Truck im Wert von 250.000 USD, auf den er die Kühlerfigur seines alten Trucks schraubt; eine Figur mit der Form eines silbernen Falken.
Hawk war Außenseiter und hatte einen Größennachteil gegenüber fast jedem anderen Teilnehmer, einschließlich seines alten Rivalen Bull Hurley, der klarer Favorit unter den anderen 500 Konkurrenten ist. Als Hawk ankommt, verkauft er seinen alten Truck für 7.000 Dollar und verwendet das Geld, um eine Wette auf sich selbst abzuschließen, womit er schlussendlich $ 140.000 gewinnt, da er seinen alten Rivalen im Finale schlagen kann.
Der Film endet mit einem Gespräch zwischen Hawk und Michael vor dem Hilton-Hotel in Las Vegas, indem sich beide auf den Namen ihrer neuen Firma Hawk & Sohn einigen.

## Kritiken
„Sportlerfilm, der eine statische, wenig reizvolle Sportart mit allen Mitteln zu ästhetisieren versucht; der sentimentale Vater-Sohn-Konflikt der Kraftmeierei untergeordnet, und die Leistungsgesellschaft wird idealisiert.“

## Auszeichnungen
Der Film gewann im Jahr 1988 den Young Artist Award. David Mendenhall wurde für den gleichen Preis nominiert.
Giorgio Moroder und Tom Whitlock gewannen 1988 für den Song Meet Me Halfway (gesungen von Kenny Loggins) den Film & Television Music Award der American Society of Composers, Authors and Publishers.
David Mendenhall erhielt 1988 die Goldene Himbeere in den Kategorien Schlechtester Nebendarsteller und Schlechtester Newcomer.

## Hintergrund
Die Dreharbeiten fanden in Las Vegas, in Utah und in Kalifornien statt. Der Film spielte in den Kinos der USA ca. 16,06 Millionen US-Dollar ein. Die Story des Films stammte von David Engelbach und Gary Conway. Rick Zumwalt, der Bull Hurley verkörperte, war tatsächlich Weltmeister im Armdrücken und verstarb 2003 an einem Herzinfarkt.
Der frühere Alpinskitrainer der US-Nationalmannschaft und Sportkommentator Bob Beattie hat in dem Film einen Cameo als Ringsprecher.